# Bedous
Bedous (in mittelalterlicher gaskognischer Schreibweise (Lokalsprache) Bedós [be'ðus]) ist eine französische Gemeinde mit 574 Einwohnern (Stand 1. Januar 2022) im Département Pyrénées-Atlantiques in der Region Nouvelle-Aquitaine.

## Lage
Die Gemeinde ist Teil des Vallée d’Aspe, in Bedous fließt der von Osten kommende Gebirgsbach Gabarret in den Gave d’Aspe.
Nachbargemeinden von Bedous sind Sarrance im Norden, Aydius im Osten, Accous im Süden, Lées-Athas im Südwesten sowie Osse-en-Aspe im Westen.

## Ortsteile
- Agnès
- Orcun
- Suberlaché

## Geschichte
Die erste Erwähnung stammt aus dem Jahr 1385.
Bedous besaß eine Abtei.

## Einwohnerentwicklung
- bis 1900
  - 1800: 1053
  - 1836: 1392
  - 1851: 1326
  - 1876: 1133
- 1900 bis 1950
  - 1901: 0929
  - 1911: 1068
  - 1931: 0943
  - 1946: 0726
- 1950 bis heute
  - 1962: 802
  - 1968: 591
  - 1982: 610
  - 2006: 534

nach 1962 ohne Doppelwohnsitze

## Wirtschaft und Verkehr
Bedous ist mittlerweile zu einem Dienstleistungsort geworden, doch die Landwirtschaft spielt auch noch eine Rolle, besonders die Käseproduktion.
Weil die Bahnstrecke Pau-Oloron-Canfranc (Frankreich – Spanien) stillgelegt wurde, verlor Bedous 1980 seinen Bahnanschluss. Der Streckenabschnitt von Pau bis Oloron wurde am 24. Januar 2011 wiedereröffnet; am 3. Juli 2016 erfolgte die offizielle Wiederinbetriebnahme bis Bedous. Eine weitere Verlängerung bis Canfranc ist geplant.

## Persönlichkeiten
- Pierre Laclède (1729–1778), Stadtgründer von St. Louis in den USA
- Jeanne Stern, geborene Machin (1908–1998), Übersetzerin und Drehbuchautorin
- Bernard Charbonneau (1910–1996), französischer Philosoph und Denker